# Puy-Malsignat
Puy-Malsignat település Franciaországban, Creuse megyében. Lakosainak száma 144 fő (2022. január 1.). Puy-Malsignat Champagnat, Issoudun-Létrieix, Peyrat-la-Nonière, Saint-Maixant és Saint-Médard-la-Rochette községekkel határos.

## Népesség
A település népességének változása:
| Lakosok száma | 244  | 213  | 194  | 171  | 174  | 172  | 159  | 150  | 149  | 144  |
|               | 1968 | 1982 | 1990 | 2006 | 2013 | 2015 | 2017 | 2019 | 2020 | 2022 |